# Jemeppe-sur-Sambre
Jemeppe-sur-Sambre ist eine Gemeinde in der Provinz Namur im wallonischen Teil Belgiens. Sie besteht aus den Ortsteilen Jemeppe, Balâtre, Ham-sur-Sambre, Mornimont, Onoz, Saint-Martin und Spy. International bekannt ist insbesondere der Ortsteil Spy wegen der hier entdeckten Neandertaler-Funde.

## Historisches
Erstmals urkundlich erwähnt wurde Jemeppe möglicherweise als „Gamapio“ 751 in einer Schenkungsurkunde König Pippins an den Bischof Fulrad. Ein Wappen darf die Gemeinde seit 1996 führen.

## Persönlichkeiten
- Félix Sellier (1893–1965), Radrennfahrer, geboren in Spy
- André Marie Charue (1898–1977), Bischof von Namur
- Florent Bureau (1906–1999), Mathematiker
- Edmond Servais (1910–1944), römisch-katholischer Geistlicher, NS-Opfer
- Nathalie Sorce (* 1979), Sängerin

## Neandertaler-Funde
In der Kalksteinhöhle „Béche-aux-Roches“ zwischen Onoz und Spy wurden 1885/86 zwei fast vollständig erhaltene, vermutlich männliche Neandertaler-Skelette gefunden (Sammlungsnummer Spy 1 und Spy 2) sowie zwei einzelne Zähne und das Schienbein eines Neandertaler-Kindes (Spy 3). Ihre Entdeckung führte zur endgültigen Anerkennung der Neandertaler als einer eigenständigen, vom anatomisch modernen Menschen (Homo sapiens) abzugrenzenden Menschenform. Die Funde aus Spy sind rund 42.000 Jahre (cal BP) alt. Zwischen 2004 und 2006 wurden 24 weitere Neandertaler-Fragmente entdeckt, darunter sechs Bruchstücke vom Unterkiefer eines Kindes (Spy VI).

## Belege
1. ↑  Diplomata Maiorum Domus. In: Georg Heinrich Pertz (Hrsg.): Monumenta Germaniae Historica. Band I, 1872, Kap. 23, S. 109 (Latein, dmgh.de).
2. ↑  Thibaut Devièse et al.: Reevaluating the timing of Neanderthal disappearance in Northwest Europe. In: PNAS. Band 118, Nr. 12, 2021, e2022466118, doi:10.1073/pnas.2022466118. 
 Das geheimnisvolle Verschwinden der Neandertaler. Auf: welt.de vom 8. März 2021.
3. ↑  Eintrag Spy in: Bernard Wood (Hrsg.): Wiley-Blackwell Encyclopedia of Human Evolution. 2 Bände. Wiley-Blackwell, Chichester u. a. 2011, ISBN 978-1-4051-5510-6.